# Kim Jin-su
Kim Jin-su (hangul: 김진수), född 13 juni 1992 i Jeonju, är en sydkoreansk fotbollsspelare som spelar för Jeonbuk Hyundai Motors, på lån från Al Nassr. Han har även spelat för Sydkoreas landslag. Tidigare spelade han för Albirex Niigata och TSG 1899 Hoffenheim.